# Nikołaj Lachtierow
Nikołaj Grigorjewicz Lachtierow (ros. Николай Григорьевич Ляхтеров, ur. 8 kwietnia?/21 kwietnia 1905 w Mohylewie, zm. 11 marca 1998 w Moskwie) – radziecki funkcjonariusz wywiadu, generał major.

## Życiorys
Urodził się w rodzinie chłopskiej. W 1919 skończył szkołę realną, od 1922 służył w Armii Czerwonej, w październiku 1923 ukończył kursy piechoty w Mohylewie. Dowodził plutonem w 31 pułku piechoty 11 Dywizji Piechoty, w 1925 skończył kursy przy Wojskowo-Inżynieryjnych Kursach Doskonalenia Armii Czerwonej, a w 1928 Kijowską Zjednoczoną Szkołę Wojskową. Od 1930 należał do WKP(b). Po ukończeniu w 1936 Akademii Wojskowej im. Frunzego został skierowany do Razwiedupru (późniejszego Głównego Zarządu Wywiadowczego, czyli GRU) Armii Czerwonej, w październiku 1936 został pełnomocnikiem Wydziału 1 Razwiedupru, od lipca 1938 do maja 1939 kierował jednym z oddziałów tego wydziału. Od maja 1939 do czerwca 1940 był zastępcą szefa Wydziału 1 Zarządu 5 Armii Czerwonej, od czerwca 1940 do czerwca 1941 był rezydentem Razwiedupru w Budapeszcie, a od czerwca do października 1941 szefem Wydziału 6 Razwiedupru Sztabu Generalnego Armii Czerwonej. Od października 1941 do listopada 1945 był rezydentem GRU w Ankarze, a od kwietnia 1946 do grudnia 1956 zastępcą naczelnika Wojskowo-Dyplomatycznej Akademii Armii Radzieckiej, 31 maja 1954 otrzymał stopień generała majora. Od grudnia 1956 go września 1959 kierował Zarządem 4 GRU Sztabu Generalnego Armii Radzieckiej, od września 1959 do lipca 1963 ponownie był zastępcą naczelnika Wojskowo-Dyplomatycznej Akademii Armii Radzieckiej, po czym zakończył służbę wojskową. Był doktorem nauk wojskowych i adiunktem.

## Odznaczenia
- Order Lenina
- Order Czerwonego Sztandaru (trzykrotnie)
- Order Wojny Ojczyźnianej I klasy
- Order „Znak Honoru”

I medale.